# Brad Grey
Brad Alan Grey (* 29. Dezember 1957 in Bronx, New York City, New York; † 14. Mai 2017 in Holmby Hills, Los Angeles, Kalifornien) war ein US-amerikanischer Film- und Fernsehproduzent und von 2005 bis 2017 Vorsitzender und CEO von Paramount Pictures.

## Leben
Brad Grey wurde in Bronx von jüdischen Eltern als jüngster Sohn eines Kleidungsverkäufers geboren. Er studierte an der University of Buffalo. Während er die Universität besuchte, wurde er für den jungen Harvey Weinstein, welcher dann Konzertveranstalter wurde, das „Mädchen für alles“. Die erste Veranstaltung, die Grey mit einem Alter von 20 Jahren produzierte war ein Konzert von Frank Sinatra im Buffalo Memorial Auditorium im Jahr 1978. Grey reiste an Wochenenden nach Manhattan, um sich neue Comedians bei The Improv anzusehen. Er brachte Komiker Bob Saget nach New York. Grey machte Saget zu seinem ersten Auftraggeber.
1984 erhielt er einen Karriere-Schub, als er den Manager Bernie Brillstein in San Francisco bei einer Fernseh-Tagung traf. Sie taten sich zusammen und gründeten 1986 die Brillstein-Grey Entertainment. Grey produzierte die Sitcom It’s Garry Shandling’s Show als Executive Producer.
1996 verkaufte Brillstein seine Anteile und Grey hatte die alleinige Kontrolle. 1999 entstand für HBO die Serie Die Sopranos.
2001 gründete er mit Brad Pitt und Jennifer Aniston Plan B Entertainment. 2005 stieg Grey aus Plan B und Brillstein Entertainment aus und wurde CEO bei Paramount. Hier leitete er den gesamten Spielfilmbereich, zu den erfolgreichen Formaten gehörten Transformers, Paranormal Activity, Star Trek und Iron Man.
Brad Grey starb am 14. Mai 2017 im Alter von 59 Jahren an Krebs.

## Auszeichnungen
| Auszeichnung | Jahr | Werk                   | Kategorie                                         |
| ------------ | ---- | ---------------------- | ------------------------------------------------- |
| Emmy         | 2004 | Die Sopranos           | Außenstehende Drama-Fernsehserie                  |
| Emmy         | 2007 | Die Sopranos           | Außenstehende Drama-Fernsehserie                  |
| Golden Globe | 2000 | Die Sopranos           | Beste Fernsehserie – Drama                        |
| Golden Globe | 2001 | Die Sopranos           | Beste Fernsehserie – Drama                        |
| Golden Globe | 2002 | Die Sopranos           | Best Television Series – Drama                    |
| Peabody      | 1993 | The Larry Sanders Show |                                                   |
| Peabody      | 1998 | The Larry Sanders Show |                                                   |
| Peabody      | 1999 | Die Sopranos           |                                                   |
| Peabody      | 2000 | Die Sopranos           |                                                   |
| PGA          | 2005 | Die Sopranos           | Norman Felton – Produzent des Jahres – Episodisch |
| PGA          | 2008 | Die Sopranos           | Norman Felton – Produzent des Jahres – Episodisch |